# Dodge Ram Van
 (septembre 2020).
Si vous disposez d'ouvrages ou d'articles de référence ou si vous connaissez des sites web de qualité traitant du thème abordé ici, merci de compléter l'article en donnant les références utiles à sa vérifiabilité et en les liant à la section « Notes et références ».
Le Dodge B Series puis Dodge Ram Van est une gamme de véhicules utilitaires de type camionnettes de grande taille (full-size), produites par la Chrysler Corporation de 1970 à 2003. 
Pendant leur production, ces fourgonnettes full-size ont été vendues sous plusieurs marques différentes. La plupart des exemplaires ont été vendus par la division Dodge, bien que des versions rebadgées aient été vendues par les divisions Fargo et Plymouth, aujourd'hui disparues. Malgré de nombreuses demandes des clients, les voitures de la B Series (« plate-forme B ») n'étaient pas disponibles avec le moteur V8 360 jusqu'en 1972,.
Si Chrysler a offert deux refontes stylistique à la fourgonnette de la plate-forme B, une grande partie de la tôlerie extérieure reste presque inchangée pendant 32 ans de production, ce qui en fait l'une des plates-formes automobiles les plus utilisées de l'histoire automobile américaine. Pour 2003, DaimlerChrysler a présenté le Dodge Sprinter (produit par Mercedes-Benz), faisant de la fourgonnette à plate-forme B la dernière fourgonnette full-size conçue par Chrysler ; Ram Trucks commercialise actuellement le Ram ProMaster (un Fiat Ducato rebadgé).
Durant l'ensemble de sa production, Chrysler a produit les fourgons à plate-forme B à l'usine d'assemblage de camions de Pillette Road, maintenant démolie, à Windsor (Ontario), Canada.

## Histoire

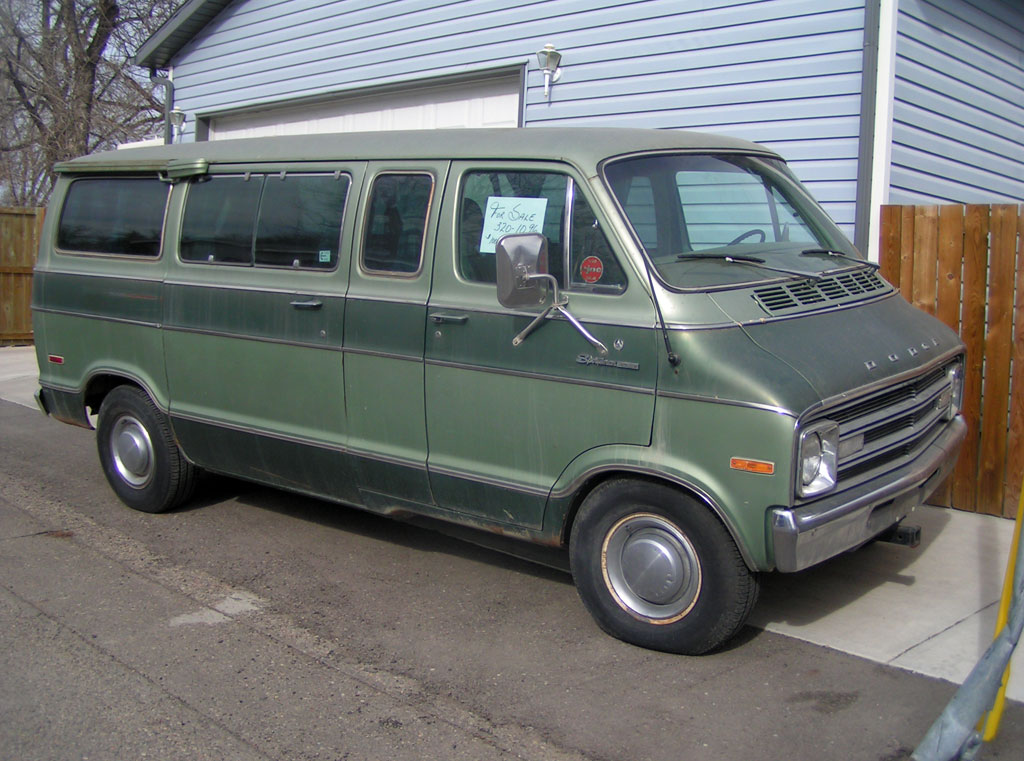
Fourgonnette Dodge des années 1970

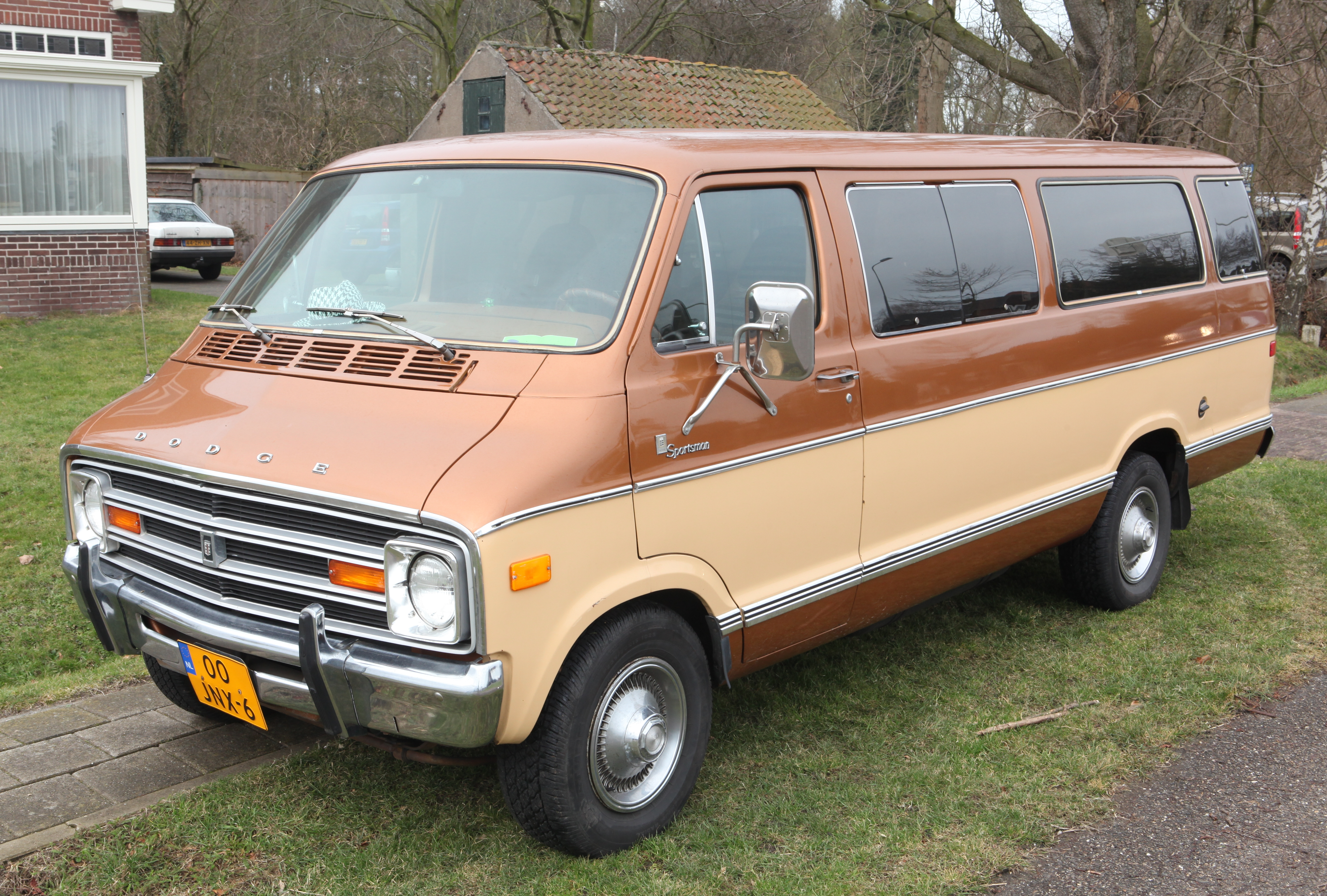
Dodge Royal Sportsman 300 Maxiwagon 1978

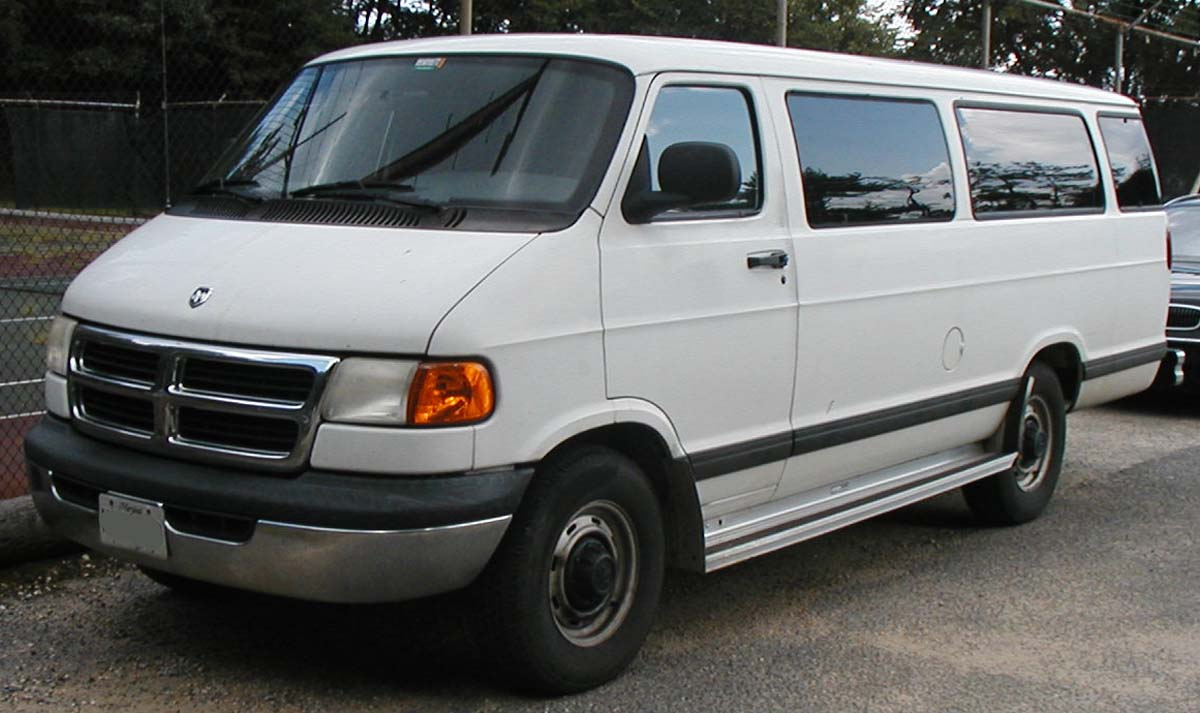
Dodge Ram Wagon 2003

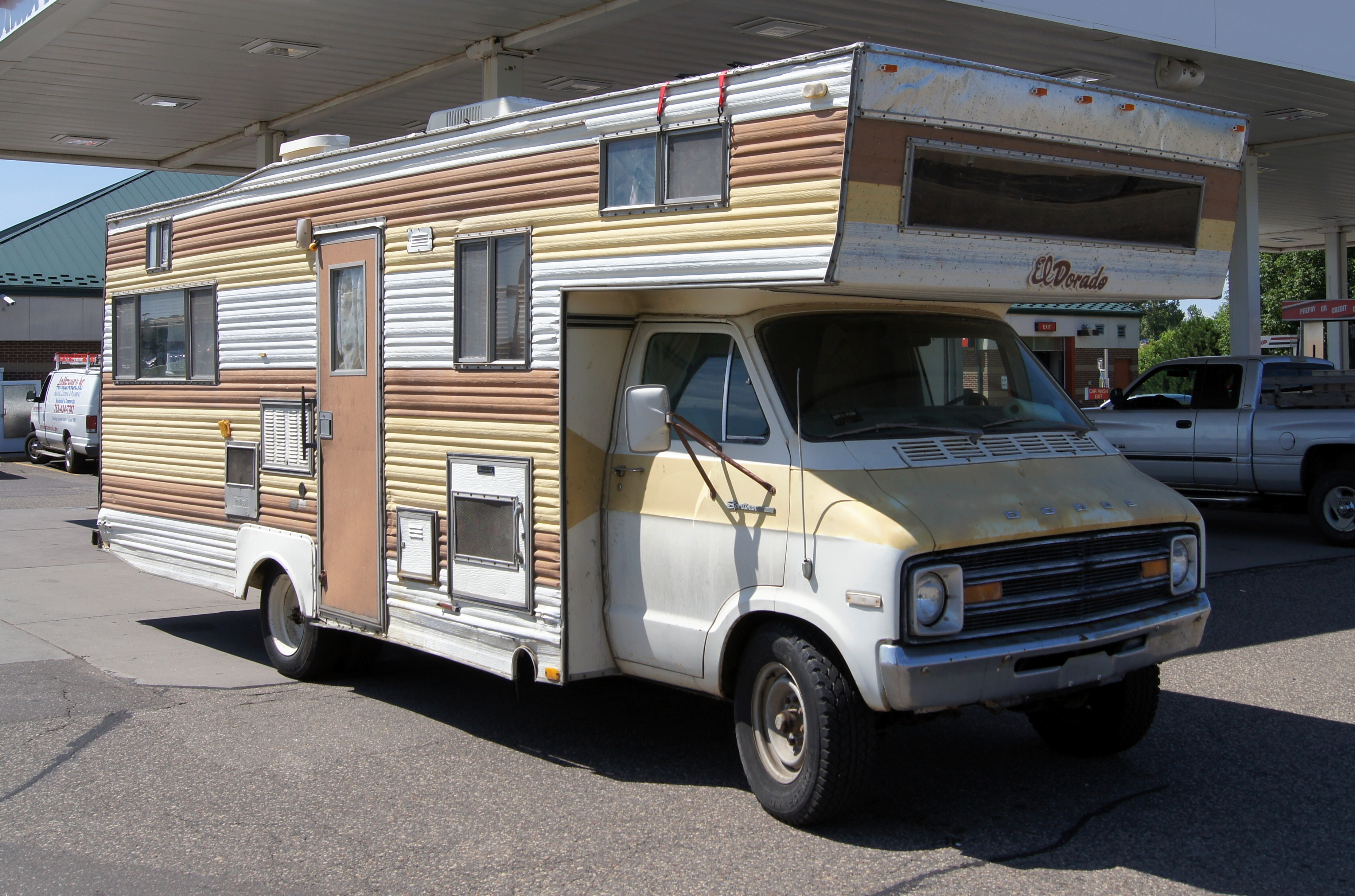
Fourgonnette Dodge Kary transformée en camping-car

Construits sur la plate-forme B (plus tard AB), les fourgonnettes pleine grandeur sont entrées en production pour l'année modèle 1971. En raison de la conception monobloc « Uniframe », la plate-forme Dodge était plus légère et plus solide et comportait un plancher de chargement plus bas que la concurrence, au détriment du bruit, des vibrations et de la rudesse (BVR). Le centre de gravité abaissé qui en résulte améliore la maniabilité par rapport aux produits concurrents. La fourgonnette B Series était populaire pour la conversion en véhicule récréatif avec cabine jusqu'à la sortie de la Chrysler Corporation de ce marché pendant ses difficultés financières à la fin des années 1970.
Toutes les générations des fourgons B Series présentent une construction similaire, avec seulement de petites variations d'une époque à l'autre. Les changements les plus prononcés concernaient les ailes avant, le capot, la calandre et les pare-chocs, qui avaient tendance à suivre leurs homologues camions pleine grandeur de chaque époque. Une grande partie de cela était le résultat de la nécessité de respecter les normes fédérales de « résistance aux chocs ». De plus, la porte latérale de la première génération a été montée de plusieurs pouces en arrière, en utilisant un panneau fixe entre la porte avant côté passager et la porte latérale, permettant un meilleur accès à la porte latérale sans interférer avec le siège du passager avant. Ce panneau a été éliminé en 1978, année de transition pour la fourgonnette B Series. Une construction similaire pendant 32 ans de production a rendu la fourgonnette Dodge très populaire auprès des constructeurs, des entreprises de services et d'autres flottes en raison de la compatibilité des options installables d'année en année sans nécessiter une refonte.
Le Dodge First X Mark a été le pionnier des fourgonnettes 15 places rallongée à l'arrière, favorisé par les groupes scolaires et religieux et a dominé ce marché jusqu'à ce qu'il soit dépassé par Ford dans les années 1990[réf. nécessaire]. Il offrait une porte latérale coulissante ainsi qu'une porte arrière à ouverture latérale unique avec une fenêtre sur toute la longueur.
Il était également populaire dans les conversions en camping car de catégorie C et en ambulance.
La fourgonnette a finalement pris le dessus sur le marché des breaks. Avec le Sprinter, Chrysler est passée des fourgonnettes full-size de style américain au profit de modèles de style européen plus économes en carburant.
Le fourgon B Series était disponible avec presque tous les moteurs utilisés dans les produits Chrysler à traction arrière durant sa production. Les moteurs six cylindres comprenaient le six cylindres en ligne Slant Six de 3,6 litres (1971–1987), le V6 LA de 3,9 litres (1988–1991) et le V6 Magnum de 3,9 L (1992–2007). Les moteurs V8 à petit bloc comprenaient les LA Series 318 (1971–1991), 360 (1972–1992), le Magnum de 5,2 litres (1992–2007) et le Magnum de 5,9 litres (1993–2007). Les moteurs V8 à gros bloc étaient le 400 de 6,6 litres et 440 de 7,2 litres (1976–1978). Certains modèles étaient livrés avec un moteur optionnel de 5,2 litres utilisant du gaz naturel comprimé (GNC), avec une autonomie allant jusqu'à 480 km (300 miles) avec un réservoir plein, et les fourgonnettes Ram alimentées au GNC ont été classées dans la catégorie des véhicules à très faibles émissions en 1999.
Dodge a été le dernier des quatre principaux fabricants de fourgonnettes full-size à commercialiser une fourgonnette à empattement court et une version familiale. Le reste des Big Three ont retiré leurs fourgonnettes full-size les plus courtes du marché au début des années 1990. Toutes les fourgonnettes américaines sont désormais produites avec des empattements proportionnels à la longueur de la carrosserie (c'est-à-dire rallongés pour correspondre à la taille de la fourgonnette), plutôt qu'avec une longueur fixe qui ne change pas avec les extensions de carrosserie ou de toit (comme pour les fourgons E-Series et Ram).
DaimlerChrysler a arrêté la production de la fourgonnette Ram et du Ram version familiale après l'année modèle 2003, les remplaçant par le Dodge Sprinter de base Mercedes-Benz.

## B Series d'origine
Pour les huit premières années modèles, les différentes configurations des fourgons B Series ont reçu des noms. Les fourgonnettes Sportsman pour des passagers avaient des vitres latérales et des sièges passagers non présents dans les modèles Tradesman par ailleurs identiques. La gamme de moteurs essence Slant-6 et V8 qui était offerte dans ces fourgonnettes était la même que celle offerte dans le pick-up Dodge D Series.
Dodge a été le pionnier dans le genre des fourgonnettes américaines à 15 places avec l'introduction du Maxiwagon ainsi que des autres fourgonnettes B Series à moteur avant qui étaient nouvelles pour 1971. Ford n'a produit de fourgonnette à 15 places qu'en 1978, et GM n'a introduit le leur qu'en 1990. Peu de choses ont changé sur les fourgonnettes Dodge produites entre 1971 et 1977, avec seulement un changement de calandre, passant du métal au plastique pour l'année modèle 1974. 1978 a été une année de transition pour les fourgons B Series, composé du nez des fourgonnettes de 1977 et antérieures (avec un symbole Dodge vieux d'un an seulement dans la calandre), mais avec un tout nouveau tableau de bord et un tout nouveau embout arrière. Sur les fourgonnettes de longueur standard, l'embout arrière ne contenait que de nouveaux feux arrière plus grands, mais les Maxivan et Maxiwagon allongés avaient un embout arrière entièrement repensé qui était plus long et avait de grandes fenêtres qui entouraient les coins pour une meilleure visibilité. C'était unique aux fourgons B Series, et ce même embout a été utilisé jusqu'à ce que les fourgons B Series soient arrêtés en 2003. Sur les modèles de 1971–77, les portes latérales arrière étaient en retrait d'environ deux pieds vers les passages de roues arrière, avec un panneau de remplissage entre elles et les portes avant. Les modèles pour passagers avaient une petite fenêtre entre les portes avant et arrière. Les fourgonnettes du début de 1971 avaient des boutons-poussoirs de porte en plastique noir, l'aile avant droite avec logo Pentastar incrusté, des freins à tambour et un allumage de type points. L'année modèle 1972 a commencé une phase avec des boutons-poussoirs de porte chromés, un allumage électronique et des freins à disque avant. En 1978, le panneau de remplissage a été enlevé et les portes ont été déplacées vers l'avant pour être à côté de la porte passager avant, semblable aux fourgonnettes Ford et Chevrolet.
À la fin des années 1970, Chrysler commercialise la fourgonnette B Series dans sa gamme de «jouets pour adultes», ainsi que le Dodge Warlock, le Dodge Lil 'Red Express Truck et le Dodge Power Wagon Macho, ainsi que la Dodge Ramcharger Macho.

### Street Van
Les fourgonnettes Dodge, en particulier les fourgonnettes Tradesman des années modèles 1971-1977, étaient très populaires en tant que base de nombreuses fourgonnettes personnalisées pendant l'engouement pour les fourgonnettes personnalisées qui s'est produit au milieu des années 1970 et au début des années 1980. Dodge a capitalisé sur cet engouement, créant une finition personnalisable d'usine appelée Street Van. Cela a été annoncé aux côtés des pick-ups Lil 'Red Express et Warlock en tant que « Jouets pour adultes ». La finition Street Van se composait d'un logo « Street Van » sur les portes côtés passager et conducteur au lieu des logos Tradesman, garniture chromée sur la calandre et le pare-brise, incrustations de similibois dans le cache du klaxon du volant et la protection anti-éblouissement côté passager, roues chromées à cinq fentes ou roues de type «tout-terrain» à rayons blancs, pare-chocs avant et arrière chromés, garniture chromée sur les jauges, plus petits rétroviseurs latéraux chromés, motifs et plans pour créer des intérieurs personnalisés et adhésion au Dodge Van Clan. Cette finition était disponible à partir de l'année modèle 1976 jusqu'à ce qu'elle soit abandonnée au début des années 1980. Ce n'était pas une option d'usine trop populaire, et les Street Van sont quelque peu rares[réf. nécessaire]. Les emblèmes Street Van en métal chromé trouvés sur les Street Van ultérieur (jusqu'à la mi-1978, les emblèmes étaient des autocollants) en bon état sont très précieux pour les collectionneurs ou les restaurateurs[réf. nécessaire].

### Kary-Van
Le nom «Kary Van» vient de la forme cubique de la section de chargement de la fourgonnette. Dodge a utilisé la carrosserie de la fourgonnette pour l'extrémité avant de ses fourgons cubiques de 1973-1978, généralement avec deux essieux arrière et des suspensions robustes d'une tonne. De nombreux exemplaires de ces camionnettes cubiques peuvent encore être trouvés dans les rues aujourd'hui, car ils appartenaient généralement à des entreprises qui les maintenaient en service pendant un certain temps. Grâce à un entretien régulier, certains sont encore en service[réf. nécessaire].

### Variantes rebadgées
Au cours des deux dernières années de son existence, Fargo a offert une variante rebadgée du Tradesman et du Sportsman au Canada pour 1971 et 1987 seulement. Plymouth a également reçu une variante rebadgée du Sportsman, appelée Voyager pour l'année modèle 1974. Bien que jamais aussi populaire que la version Dodge, Plymouth a commercialisé le Voyager dans ce format jusqu'en 1983, après quoi la plaque signalétique a été transférée sur le nouveau monospace qui a été introduit pour 1984 en tant que Dodge Caravan rebadgée.

## Deuxième génération

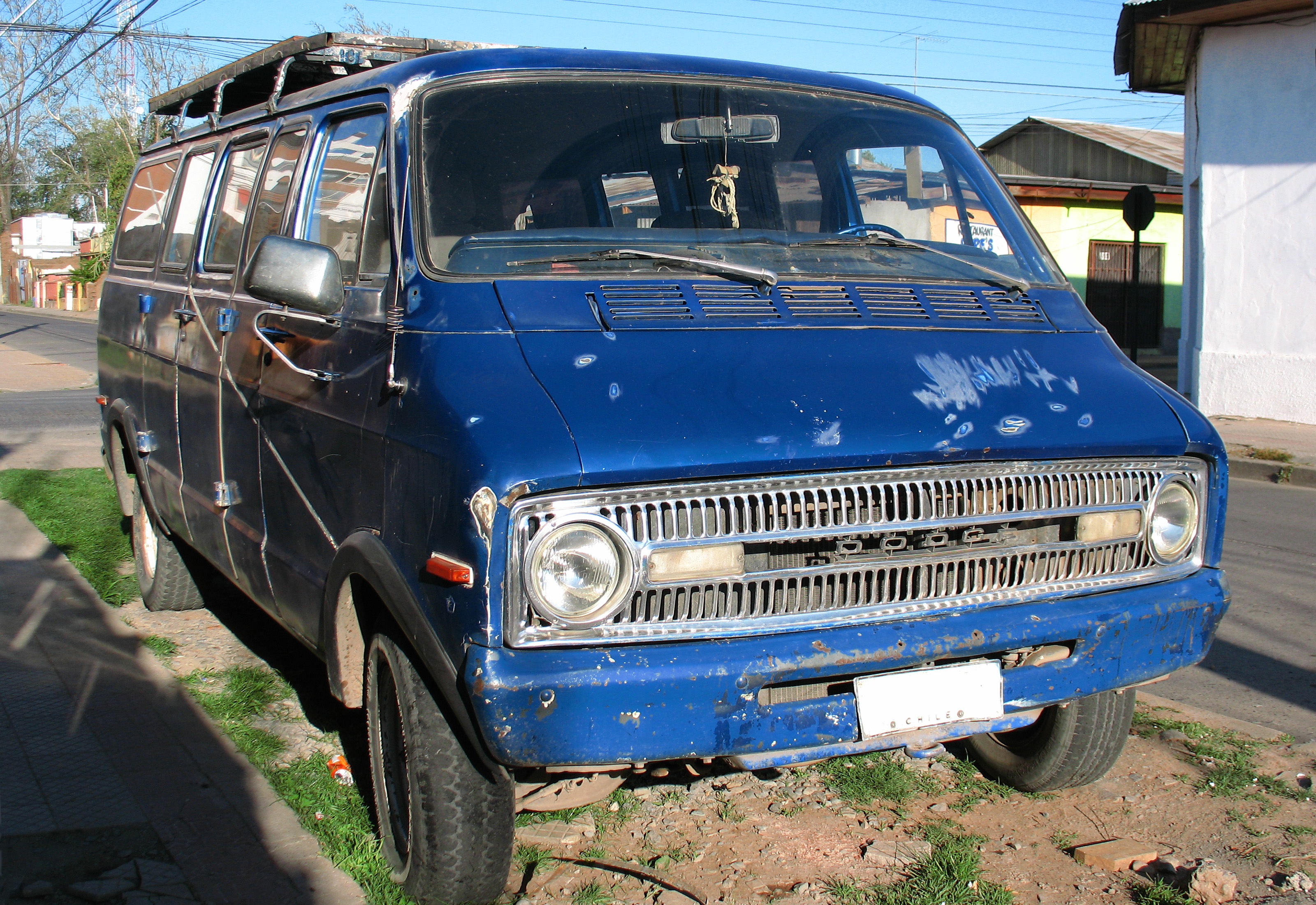
Dodge Sportsman Royal 1972

En 1979, la fourgonnette a reçu une partie avant redessinée, y compris une nouvelle calandre avec des clignotants enveloppants. Les modèles bas de gamme avaient des simples phares ronds, tandis que le Royal Sportsman et d'autres fourgonnettes haut de gamme recevaient quatre phares rectangulaires. La camionnette conserverait ce style de carrosserie et le tableau de bord de 1978 intact avec seulement des changements de calandre jusqu'à l'année modèle 1993. Les noms Sportsman, Tradesman et Adventurer ont été progressivement supprimés après 1980, remplacés par le surnom Ram Van, qui comprenait le Ram Wagon pour les modèles pour passagers. Comme pour les pick-ups D Series, les modèles B100 et B150 avaient une cote de 1/2 tonne, les modèles B250 une cote de 3/4 de tonne et les B350 une cote d'une tonne. La carrosserie et la plupart des équipements sont les plus longs de tous les véhicules américains, restant presque identiques depuis l'introduction des fourgonnettes en 1971 jusqu'à leur interruption en 2003, tandis que Ford et GM passeraient par deux ou trois refonte de plate-forme. Kentron Inc. construit exclusivement des conversions en van sur des châssis Dodge. Ils avaient une gamme de conversions comprenant les Medallion 7 et Medallion 7 SR, Daytona et Daytona SR, Traveler SR, Special Edition, Conquest & Conquest SR et divers modèles Polara. Chacun sera marqué avec la plaque du modèle de conversion et d'un badge.
En 1986, le Ram Van a reçu une nouvelle calandre pour ressembler à celles des camions Ram de 1986. En 1994, toute la partie avant a été redessinée avec des phares affleurants pour ressembler aux tout nouveaux pick-ups Dodge Ram, et de nouveaux feux arrière enroulés autour des côtés de la fourgonnette. Le tableau de bord du style de 1978 a été conservé.

## Troisième génération

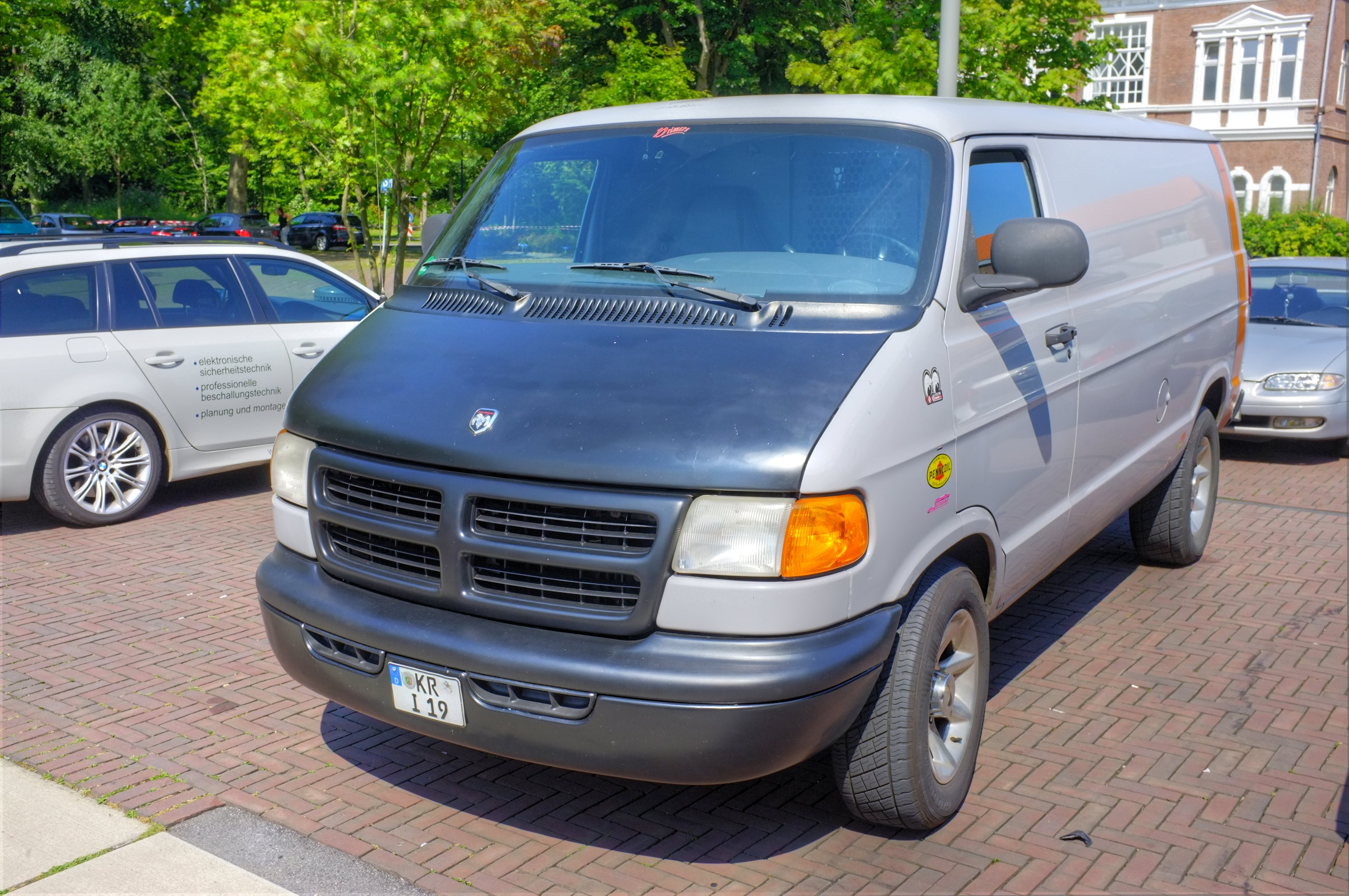
Dodge Ram 2500 Wagon 2003

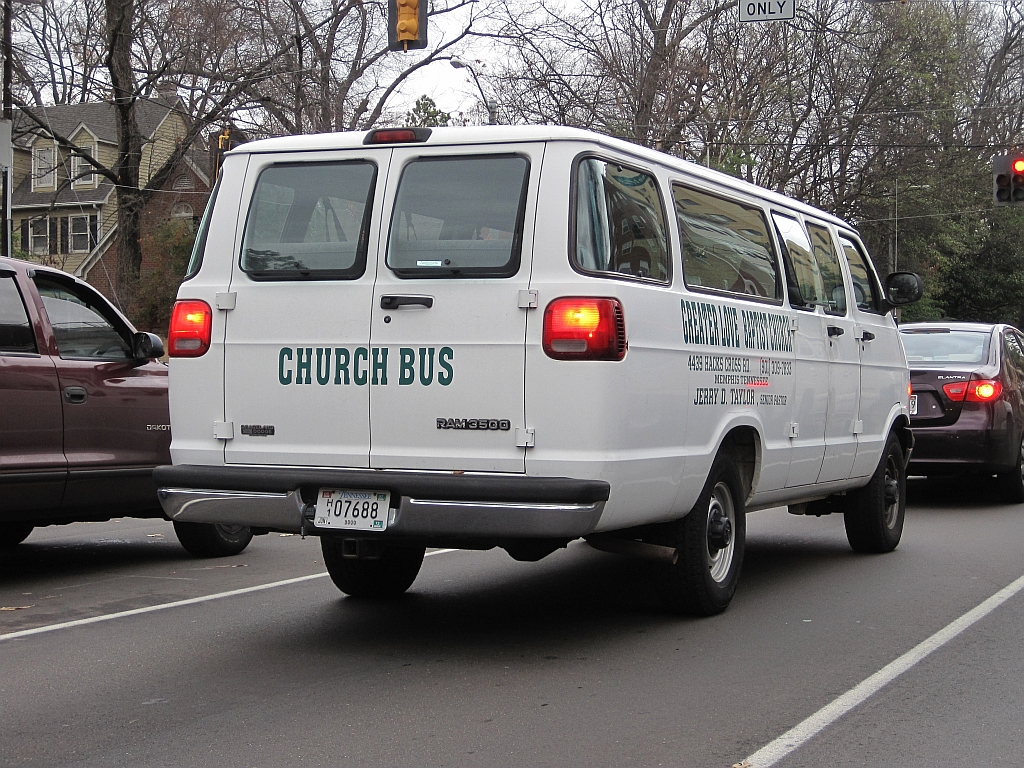
Dodge Ram 3500 Wagon 2003, arrière

En 1994, toute la partie avant a été redessinée avec des phares affleurants pour ressembler aux tout nouveaux pick-ups Dodge Ram, et de nouveaux feux arrière enroulés autour des côtés de la fourgonnette. Le tableau de bord du style de 1978 a été conservé. En 1998, la camionnette a subi la mise à jour la plus complète depuis son introduction en 1971. Le moteur a été déplacé vers l'avant dans le châssis pour améliorer la protection contre les collisions, et la tôle avant a été refaite avec un nez plus long pour s'adapter à ce changement. Le déplacement du groupe motopropulseur vers l'avant a également abouti à une niche (couvercle d'accès au moteur) plus petite qui a augmenté l'espace intérieur avant et a permis un meilleur accès lors du déplacement entre les sièges avant. Le tableau de bord et les panneaux de porte du style de 1978 ont finalement été remplacés dans l'année modèle 1998 par un design moderne utilisant des composants des produits Chrysler contemporains. Les rétroviseurs latéraux étaient maintenant des unités détachables montées sur la portion de voile des ouvertures des fenêtres avant. Ce changement a entraîné l'élimination des fenêtres d'aération des portes avant. La fourgonnette est restée pratiquement inchangée jusqu'à ce qu'elle soit arrêtée après l'année modèle 2003, mettant fin à la production en juin.

### Renouveau
En 2012, une fourgonnette pour chargement basée sur le Dodge Caravan, auparavant vendue sous le nom de Dodge Caravan C / V, a été renommée Ram C / V Tradesman. En 2013, une nouvelle fourgonnette full-size de construction mexicaine basée sur le Fiat Ducato a été introduite et vendue sous le nom de Ram ProMaster, qui remplit la fente marketing autrefois détenue par la fourgonnette full-size Dodge B Series originale. Le Ram ProMaster City, un remplaçant du Dodge Grand Caravan C / V Tradesman basé sur le Fiat Doblò, a été introduit en 2014. Le Promaster City, d'origine turque, serait un descendant moderne du fourgon compact Dodge A100 dans la gamme des salles d'exposition. Ces deux véhicules sont à traction avant.